# Tracheoides tamsi
Tracheoides tamsi är en fjärilsart som beskrevs av Louis Beethoven Prout 1926. Tracheoides tamsi ingår i släktet Tracheoides och familjen nattflyn. Inga underarter finns listade i Catalogue of Life.